# Чингисхан (фильм, 1998)
«Любимец Небес: Чингисхан» (кит. 一代天骄成吉思汗) — китайский исторический фильм 1998 года, основанный на биографии Чингисхана. Режиссёры — Май Лисы, Сайфу; автор сценария — Жань Пин. В фильме снимались Тумэн, Ай Лия, Батдоржийн Баасанджав и другие.
В 1999 году «Чингисхан» представлял КНР[где?] в номинации на лучший фильм на иностранном языке.

## Сюжет
Фильм рассказывает историю жизни Чингисхана. Родившийся более восьми с половиной веков назад, Чингисхан был самым успешным и опасным полководцем всех времен, создавшим крупнейшую континентальную империю. Его имя вселяло страх и ужас в сердца его врагов. Чингисхан, безжалостный лидер монголов, был одновременно и богом, и дьяволом — не только для средних веков, но и для последующих эпох.

## В ролях
| Актёр                 | Роль                 |
| --------------------- | -------------------- |
| Тумэн                 | Тэмуджин (Чингисхан) |
| Ай Лия                | Оэлун                |
| Батдоржийн Баасанджав | Таргутай-Кирилтух    |
| Баяэрту               | Есугей               |
| Асиру                 | Бортэ                |
| Сэчэнбилиг            | Чиледу               |
| Вэйдзин Ву            | Мунлик               |